# Евдокимова, Ева
Ева Евдокимова (англ. Eva Evdokimova; 1948—2009) — прима-балерина Датского королевского балета и Берлинского оперного балета.

## Биография
Родилась 1 декабря 1948 года в Женеве. Отец — болгарин, мать — американка.
Начала учиться балетному искусству в Мюнхене. Её учителями были Мария Фэй и Вера Волкова.
В 1969 году окончила Балетную школу в Западном Берлине, дебютировала там в 1971 году в балете «Жизель».
На протяжении своей карьеры Евдокимова танцевала на  многих сценах мира, в том числе в Мариинском театре, Американском театре балета, в балете Парижской оперы. Её частым партнёром был Рудольф Нуреев.
Закончив исполнительскуй карьеру она была балетмейстером Бостонского балета и членом жюри многих международных балетных конкурсов.
Умерла от рака 3 апреля 2009 года в Нью-Йорке на Манхэттене.
Муж — Майкл Грегори.

## Награды
- В 1970 году завоевала Золотую медаль на V Международном конкурсе артистов балета в Варне (Болгария), став первой американкой, добившейся такого результата на международных балетных конкурсах[6].
- Лауреат премии, вручаемой Фондом Галины Улановой (2005).